# Лесли, Глэдис

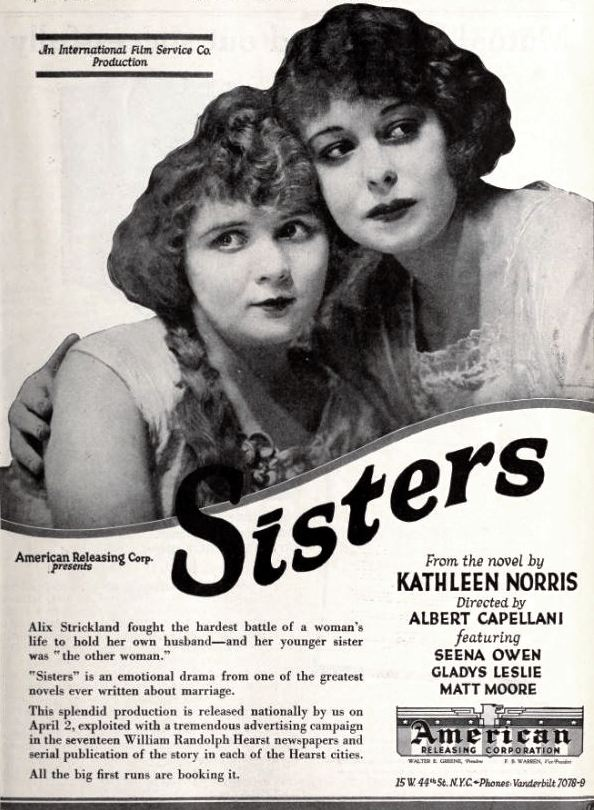
С Синой Оуэн (справа) на постере фильма «Сёстры» (1922)

Глэ́дис Ле́сли (англ. Gladys Leslie; 5 марта 1899, Нью-Йорк, Нью-Йорк — 2 октября 1976, Бойнтон-Бич, Флорида) — американская актриса эпохи немого кино, пик активности которой пришёлся на 1910—1920-е годы. Несмотря на то, что она была менее известна, чем Мэри Пикфорд, она имела ряд главных ролей в кино с 1917 и до начала 1920-х годов и была одной из самых молодых звёзд своего времени.

## Карьера
Свою кинокарьеру Лесли начала в 1915 году, снимаясь в короткометражных фильмах производства Edison Company. В 1917 году начала сниматься в фильмах производства Thanhouser Company в Нью-Рошелле, среди которых была лента The Vicar of Wakefield (1917). В своём обзоре на этот фильм, газета New York Herald' назвала актрису «девушкой с улыбкой на миллион долларов», а глава студии Эдвин Танхаузер начал предлагать ей главные роли. Вскоре она сыграла свою главную роль в фильме 1917 года An Amateur Orphan, но после этого перешла на Vitagraph Studios и снималась в фильмах её производства в 1918 и 1919 годах. Лесли и другая тогдашняя звезда Vitagraph, Бесси Лав, стали самыми популярными на тот момент актрисами. В тот период Лесли часто сравнивали с Мэри Пикфорд.
В 1920 году Лесли прекратила сотрудничество с Vitagraph и после этого снималась в различных киностудиях. Её первым не Vitagraph-фильмом стала картина 1920 года A Child for Sale, снятая режиссёром Айвеном Абрамсом, где она сыграла главную роль. В 1923 году сыграла главную женскую роль в фильме Haldane of the Secret Service, где также снялся Гарри Гудини. Тем не менее количество главных ролей в фильмах впоследствии стало снижаться, и последнее появление актрисы в кино состоялось в 1925 году. Она всегда утверждала, что прекратит сниматься в кино, «когда счёт в её банке сильно пополнится».

## Личная жизнь
Лесли родилась в Нью-Йорк Сити 5 марта 1899 года, а умерла (под именем Глэдис Лесли Мур) в Бойнтон-Бич, во Флориде 2 октября 1976 года в возрасте 77 лет.
Наряду с тогдашней новой тенденцией актёров, снимающихся в рекламе популярных брендов, в 1920-е годы, Лесли снялась в рекламе бренда Tokio Beauty Cream, который в своей рекламе утверждал, что «придал актрисе притягивающую внешность».

## Избранная фильмография
- Ranson’s Folly (1915)
- The Vicar of Wakefield as Sophia Primrose (Thanhouser, 1917) (в главной роли Фредерик Уорд[англ.])[14]
- An Amateur Orphan — Марсия Шуллер (Thanhouser, 1917)
- It Happened To Adele — Адель (Thanhouser, 1917)
- His Own People — Молли Конуэй (Vitagraph, 1917) (совместное участие с Харри Т. Мори[англ.])[15][16]
- The Wooing of Princess Pat — Принцесса Пэт (Vitagraph, 1918)
- Little Miss No-Account — Пэтти Барринг (Vitagraph, 1918)
- The Little Runaway — Энн Акушла (Vitagraph, 1918)
- The Soap Girl as Marjorie Sanford (Vitagraph, 1918)[17]
- Wild Primrose — Праймроус Стендиш (Vitagraph, 1918)
- Nymph of the Foothills — Эмма Чейни (Vitagraph, 1918)
- The Mating — Нэнси Фанн (Vitagraph, 1918)
- The Beloved Impostor — Бетти (Vitagraph, 1918)
- Fortune’s child (Vitagraph, 1919)
- Miss Dulcie from Dixie — Дулчи Колпепер (Vitagraph, 1919)
- A Stitch In Time — Фиби Энн (Vitagraph, 1919, режиссёр Ральф Инс)
- The Adventure Shop (1919)
- Too Many Crooks — Бостон Фэнни (Vitagraph, 1919, режиссёр Ральф Инс)
- The Girl-Woman — Белинда (Vitagraph, 1919)
- The Gray Towers Mystery — Джун Уилер (Vitagraph, 1919)[18]
- A Child for Sale (Graphic Films, 1920)
- The Midnight Bride (Vitagraph, 1920)
- Straight is the Way (Cosmopolitan, 1921) (в главной роли Мэтт Мур[англ.])
- Jim the Penman (1921) (в главной роли Лайонел Берримор)[19]
- God’s Country and the Law (1921)
- Timothy’s Quest (1922)[20]
- The Darling of the Rich (1922)
- If Winter Comes (1923)
- Man and Wife (1923) (с Морисом Костелло)
- Haldane of the Secret Service (1923) (с Гарри Гудини)
- Enemies of Youth (1925) (с Малоном Хамильтоном[англ.])
- Pearl of Love (1925) (с Бетти Балфур)